# یوتا ناکانو
یوتا ناکانو (ژاپنی: 中野 裕太؛ زادهٔ ۳۰ اوت ۱۹۸۹) یک بازیکن فوتبال اهل ژاپن است.
از باشگاه‌هایی که در آن بازی کرده‌است می‌توان به باشگاه فوتبال یوکوهاما و باشگاه فوتبال فاگیانو اوکایاما اشاره کرد.